# 苏珊·布莱克史利
苏珊·布莱克史利（英語：Susanne Ann Blakeslee，也有作Susan Blakeslee、Suzanne Blakeslee、Suzanne Blakesley；1956年1月27日—）是位美国配音员、音乐剧演员。2012年，布莱克史利因《Forbidden Broadway Greatest Hits, Volume 2》赢得了赞赏奖最佳女演员奖。